# Vancouver Film Studios

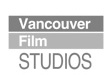
VFS logo

Die Vancouver Film Studios sind ein Filmproduktionszentrum in der kanadischen Stadt Vancouver. Es ist die größte Einrichtung dieser Art in Nordamerika außerhalb von Los Angeles. Das Unternehmen ist im Besitz der McLean Group. Das Filmstudiogelände befindet sich im Osten der Stadt neben dem Trans-Canada Highway, es umfasst dreizehn Studios und mehrere Nebengebäude.

## Geschichte
Die McLean Group erwarb zu Beginn der 1980er Jahre das Gelände, das damals noch von zahlreichen kleinen Industrie- und Gewerbebetrieben genutzt wurde. Costco Canada und Roots Canada sind die einzigen Unternehmen, die bis heute auf dem Gelände verblieben sind. Mit dem Kauf der Northstar International Studios stieg die McLean Group 1987 ins Filmgeschäft ein. Bis 1995 wurden auf dem Gelände in Vancouver angrenzende Gebäude und Grundstücke gekauft. Die ersten Produktionen begannen 1998 nach der Umbenennung in Vancouver Film Studios. Der erste Neubau wurde 2000 bezogen. Bis 2003 folgten fünf weitere neue Studiogebäude.

## Filmproduktionsgesellschaften
Folgende Filmproduktionsgesellschaften nutzen die Vancouver Film Studios zur Produktion von Kinofilmen, TV-Filmen und Serien:
- 20th Century Fox
- Universal
- ABC Family
- Fox
- A&E Television Networks
- Lionsgate
- Lifetime TV
- NBC
- CBC
- CW Network
- Warner Brothers
- Dreamworks

## Gebäude
Vancouver Film Studios verfügt über dreizehn Studios und mehrere Warenlager, Bürogebäude, Wohnunterkünfte und Filmkulissen.

### Gebäude A
Ein Gebäude, welches über zwei Studios verfügt, daneben Büros und Warenlager. Die Grundfläche beträgt 2.586 m2. Studio A1 und A2 verfügt über 1.160 m2 und 1400 m2.

### Gebäude B
Vancouver Film Studios Ltd. kaufte das Gebäude 1997. Früher wurden in dem Gebäude Aufzüge gebaut. 2001 wurde das Gebäude grundlegend renoviert und beinhaltet zwei Produktionsbüros und zwei Studios mit je 1.400 m2 und über eine 430 m2 Konstruktionsfläche.

### Gebäude C
Verwaltungsgebäude  der Vancouver Film Studios und pacific Production Support. Es verfügt über einen zertifizierten Heliport auf dem Dach. Es ist für den privaten Flugverkehr zugelassen und wird von  der Studio Air Group betrieben.

### Gebäude D
Das Gebäude wurde 1987 fertiggestellt und verfügt über eine Fläche von 2.069 m2.

### Gebäude E
wurde 1997 hinzugekauft  und wurde renoviert. Es verfügt über Büros.

### Gebäude F
Das Studio dient als Filmhauptstudio und verfügt über eine Fläche von rund 2400 m2. Es verfügt neben einem Studio eine große Halle und genügend Freifläche. Es befindet sich auf der 3696 Cornett Road.

### Gebäude G
Ist eine große Halle das im Jahr 2000 fertiggestellt wurde, nachdem das davor bestehende Gebäude abgerissen wurde.

### Gebäude H & I
verfügen jeweils über ein Studio mit einer Fläche von rund jeweils 1.400 m2. Es befindet sich an der 3625 East 11th Avenue.

### Gebäude J
Ist das größte Gebäude Produktionshallen und einer Fläche von rund 3.700 m2. Es wurde im August 2001 komplett renoviert.

### Gebäude K
verfügt über eine Halle mit 5.100 m2.

### Gebäude L
ist ein Lager mit 930 m2 Fläche.

### Gebäude M
befindet sich an der 3645 Grandview Highway, das 2.943 m2 ist ausgestattet mit einem Studio, Büros, und verfügt über Drehvorbereitungsräume für die Schauspieler sowie anderen Einrichtungen.

### Gebäude N
ist ein reines Bürogebäude.

## Produktionen (Auswahl)
- Better Than Chocolate (1999)
- Doppelmord (1999)
- Final Destination (2000)
- Smallville (2001)
- Ignition (2001)
- Zickenterror (2001)
- I Spy (2002)
- Talking to Heaven (2002)
- Buddy – Der Weihnachtself (2003)
- Gelegenheit macht Liebe (2003)
- Paycheck (2003)
- I, Robot (2004)
- Voll gepunktet (2004)
- Battlestar Galactica (2005)
- Alone in the Dark (2005)
- Slither (2005)
- White Noise (2005)
- Underworld: Evolution (2006)
- Lizenz zum Heiraten (2007)
- The Andromeda Strain – Tödlicher Staub aus dem All (2007)
- The Eye (2007)
- The Day the Earth Stood Still – Der Tag an dem die Erde stillstand (2008)
- New Moon – Bis(s)zur Mittagsstunde (2009)
- 2012 (2009)
- Eclipse (2010)
- The A-Team (2010)
- Diary of a Wimpy Kid (2010)
- Sucker Punch (2011)